# سوتلانا کراچوفسکایا
سوتلانا کراچوفسکایا (روسی: Светлана Ивановна "Эсфирь" Долженко-Крачевская؛  – ) ورزشکار دو و میدانی اهل اتحاد جماهیر شوروی سوسیالیستی بود.